# Nalivkinita
La nalivkinita és un mineral de la classe dels silicats, que pertany al grup de l'astrofil·lita. Rep el nom en honor de Dimitri Vasilievich Nalivkin (Дмитрия Васильевича Наливкина) (25 d'agost de 1889 - 3 de març de 1982), geòleg soviètic.

## Característiques
La nalivkinita és un silicat de fórmula química Li₂Na(Fe2+,Mn2+)₇Ti₂Si₈O26(OH)₄F. Va ser aprovada com a espècie vàlida per l'Associació Mineralògica Internacional l'any 2006. Cristal·litza en el sistema triclínic.
Segons la classificació de Nickel-Strunz, la nalivkinita pertany a «09.DC - Inosilicats amb ramificacions de 2 cadenes senzilles periòdiques; Si₂O₆ + 2SiO₃ Si₄O₁₂» juntament amb els següents minerals: astrofil·lita, hidroastrofil·lita, kupletskita, magnesioastrofil·lita, niobofil·lita, zircofil·lita, kupletskita-(Cs), niobokupletskita i sveinbergeïta.

## Formació i jaciments
Va ser descoberta a la glacera Darai-Pioz, a les muntanyes Alai, dins la serralada Tien Shan (Regió sota subordinació republicana, Tadjikistan). Es tracta de l'únic indret de tot el planeta on ha estat descrita aquesta espècie mineral.